# Gustav Wikheim
Gustav Mendonca Wikheim (Drammen, 18 marzo 1993) è un calciatore norvegese, centrocampista dello Strømsgodset.

## Biografia
È fratellastro di Lars Fuhre: entrambi di madre brasiliana, sono cresciuti insieme a Hokksund, in Norvegia.

## Carriera

### Club

#### Strømsgodset
Wikheim ha cominciato la carriera con la maglia dello Strømsgodset, per cui ha debuttato nell'Eliteserien il 10 aprile 2011, sostituendo Ola Kamara nella vittoria per 2-0 sull'Odd Grenland. Il 23 marzo 2012 ha segnato la prima rete della sua carriera da professionista, nella sconfitta per 2-1 sul campo del Molde: con una girata al volo, ha scagliato il pallone all'incrocio dei pali, siglando una marcatura che ha ricordato quella dell'allenatore avversario Ole Gunnar Solskjær contro l'Azerbaigian, nel 1996. Il 10 gennaio 2014, ha rinnovato il contratto che lo legava al club fino al 1º luglio 2017.

#### Gent
Il 17 dicembre 2015, i belgi del Gent hanno annunciato d'aver ingaggiato Wikheim, che con il nuovo club ha firmato un contratto valido per i successivi tre anni e mezzo, a partire dal 1º gennaio 2016. Wikheim ha esordito in squadra il 24 gennaio, sostituendo Moses Simon nella vittoria per 0-3 sul campo dello Standard Liegi. Ha totalizzato 4 presenze tra campionato e coppa, in questa porzione di stagione in squadra.

#### Midtjylland
Il 31 agosto 2016, i danesi del Midtjylland hanno comunicato d'aver ingaggiato Wikheim con la formula del prestito: la squadra si è assicurata anche il diritto d'opzione per l'acquisto a titolo definitivo.

### Nazionale
Wikheim ha rappresentato la Norvegia a livello Under-18, Under-19, Under-21 e Under-23. Per quanto concerne la selezione Under-21, ha debuttato in data 6 febbraio 2013, schierato titolare nell'amichevole persa per 2-0 contro la Turchia. Il 5 giugno successivo ha trovato l'unica rete per questa compagine, con cui ha contribuito ad una vittoria in amichevole contro la Finlandia per 2-0.

## Statistiche

### Presenze e reti nei club
Statistiche aggiornate all'11 dicembre 2017.
| Stagione            | Club                | Campionato          | Campionato | Campionato | Coppe nazionali | Coppe nazionali | Coppe nazionali | Coppe continentali | Coppe continentali | Coppe continentali | Supercoppe | Supercoppe | Supercoppe | Totale | Totale |
| Stagione            | Club                | Comp                | Pres       | Reti       | Comp            | Pres            | Reti            | Comp               | Pres               | Reti               | Comp       | Pres       | Reti       | Pres   | Reti   |
| ------------------- | ------------------- | ------------------- | ---------- | ---------- | --------------- | --------------- | --------------- | ------------------ | ------------------ | ------------------ | ---------- | ---------- | ---------- | ------ | ------ |
| 2011                | Strømsgodset        | ES                  | 8          | 0          | CN              | 0               | 0               | UEL                | 0                  | 0                  | -          | -          | -          | 8      | 0      |
| 2012                | Strømsgodset        | ES                  | 10         | 2          | CN              | 2               | 0               | -                  | -                  | -                  | -          | -          | -          | 12     | 2      |
| 2013                | Strømsgodset        | ES                  | 16         | 1          | CN              | 2               | 1               | UEL                | 3                  | 0                  | -          | -          | -          | 21     | 2      |
| 2014                | Strømsgodset        | ES                  | 27         | 4          | CN              | 2               | 0               | UCL                | 2                  | 0                  | -          | -          | -          | 31     | 4      |
| 2015                | Strømsgodset        | ES                  | 28         | 9          | CN              | 3               | 0               | UEL                | 6                  | 0                  | -          | -          | -          | 37     | 9      |
| Totale Strømsgodset | Totale Strømsgodset | Totale Strømsgodset | 89         | 16         |                 | 9               | 1               |                    | 11                 | 0                  |            | -          | -          | 109    | 17     |
| gen.-giu. 2016      | Gent                | D1                  | 1+1        | 0          | CB              | 2               | 0               | UCL                | 0                  | 0                  | -          | -          | -          | 4      | 0      |
| ago. 2016-2017      | Midtjylland         | SL                  | 11+11      | 2+2        | CD              | 1               | 0               | UEL                | -                  | -                  | -          | -          | -          | 23     | 4      |
| 2017-2018           | Midtjylland         | SL                  | 19         | 3          | CD              | 0               | 0               | UEL                | 8                  | 2                  | -          | -          | -          | 27     | 5      |
| Totale Midtjylland  | Totale Midtjylland  | Totale Midtjylland  | 41         | 7          |                 | 1               | 0               |                    | 8                  | 2                  |            | -          | -          | 50     | 9      |
| Totale carriera     | Totale carriera     | Totale carriera     | 132        | 23         |                 | 12              | 1               |                    | 19                 | 2                  |            | -          | -          | 163    | 26     |

## Palmarès

### Club

#### Competizioni nazionali
- Campionato norvegese: 1

Strømsgodset: 2013
- Campionato danese: 1

Midtjylland: 2017-2018
- Coppa di Danimarca: 1

Midtjylland: 2018-2019